# V Krátkých
V Krátkých je přírodní památka jihozápadně od obce Vápenice v okrese Uherské Hradiště. Důvodem zřízení je ochrana ohrožených druhů rostlin a živočichů.